# Hyacinths and Thistles
Hyacinths and Thistles es el segundo álbum de estudio de la banda de indie rock The 6ths, lanzado en 2000 por Merge Records.

## Lista de canciones
Todas las canciones fueron escritas por Stephin Merritt.
| #   | Título                            | Duración | Voz principal       |
| --- | --------------------------------- | -------- | ------------------- |
| 1.  | "As You Turn to Go"               | 1:59     | Momus               |
| 2.  | "Give Me Back My Dreams"          | 3:06     | Sally Timms         |
| 3.  | "He Didn't"                       | 2:30     | Bob Mould           |
| 4.  | "I've Got New York"               | 2:12     | Melanie             |
| 5.  | "Just Like a Movie Star"          | 4:11     | Dominique A         |
| 6.  | "Kissing Things"                  | 2:28     | Sarah Cracknell     |
| 7.  | "Lindy-Lou"                       | 1:45     | Miho Hatori         |
| 8.  | "Night Falls Like a Grand Piano"  | 2:35     | Clare Grogan        |
| 9.  | "The Dead Only Quickly"           | 1:03     | Neil Hannon         |
| 10. | "The Sailor in Love with the Sea" | 2:41     | Gary Numan          |
| 11. | "Volcana!"                        | 3:05     | Marc Almond         |
| 12. | "Waltzing Me All the Way Home"    | 1:51     | Odetta              |
| 13. | "You You You You You"             | 3:10     | Katharine Whalen    |
| 14. | "Oahu"                            | 28:10    | Miss Lily Banquette |